# Anhalt
Anhalt este un comitat (din 1806 ducat) istoric în centrul Germaniei, localizat între Munții Harz și râul Elba. Actualmente face parte din landul Saxonia-Anhalt.

Harta Ducatului Anhalt

## Conducatori în Evul Mediu
- Bernhard 1170–1212
- Henric I 1212–1252 (Prinț din 1218)

Partiționat în Anhalt-Aschersleben, Anhalt-Bernburg, și Anhalt-Zerbst în 1252 la moartea lui Henric

## Reunificare în secolul XVII
Joachim Ernest reușește să reunifice întregul Anhalt în 1570. Cei cinci fii ai săi au condus teritoriul împreună de la moartea lui Joachim în 1586, când Anhalt a fost divizat din nou.

## Duci de Anhalt, 1863–1918
- Leopold IV 1863–1871
- Frederick I 1871–1904
- Frederick II 1904–1918
- Eduard 1918
- Joachim Ernst 1918

### Șefi ai Casei de Anhalt din 1918
- Ducele Joachim Ernst 1918–1947
- Prințul Friedrich 1947–1963
- Prințul Eduard 1963–prezent